# The Pure Hell of St. Trinian's
Série St. Trinian's
Blue Murder at St Trinian's
(1957) The Great St. Trinian's Train Robbery (en)
(1966)
Pour plus de détails, voir Fiche technique et Distribution.
The Pure Hell of St. Trinian's est une comédie britannique réalisé par Frank Launder et sortie en 1960.

## Distribution
- Cecil Parker
- George Cole
- Joyce Grenfell
- Eric Barker
- Thorley Walters
- Irene Handl
- Dennis Price
- Sid James
- Julie Alexander
- Lloyd Lamble
- Raymond Huntley
- Nicholas Phipps
- John Le Mesurier
- George Benson
- Elwyn Brook-Jones
- Basil Dignam
- Cyril Chamberlain
- Michael Ripper
- Mark Dignam
- Monte Landis
- Warren Mitchell
- Clive Morton
- Wensley Pithey
- Bill Shine
- Liz Fraser